# Newton Hall (Bywell)
Newton Hall – osada w Anglii, w hrabstwie Northumberland, w civil parish Bywell. W 1951 osada liczyła 80 mieszkańców.